# Nielsine Nielsen

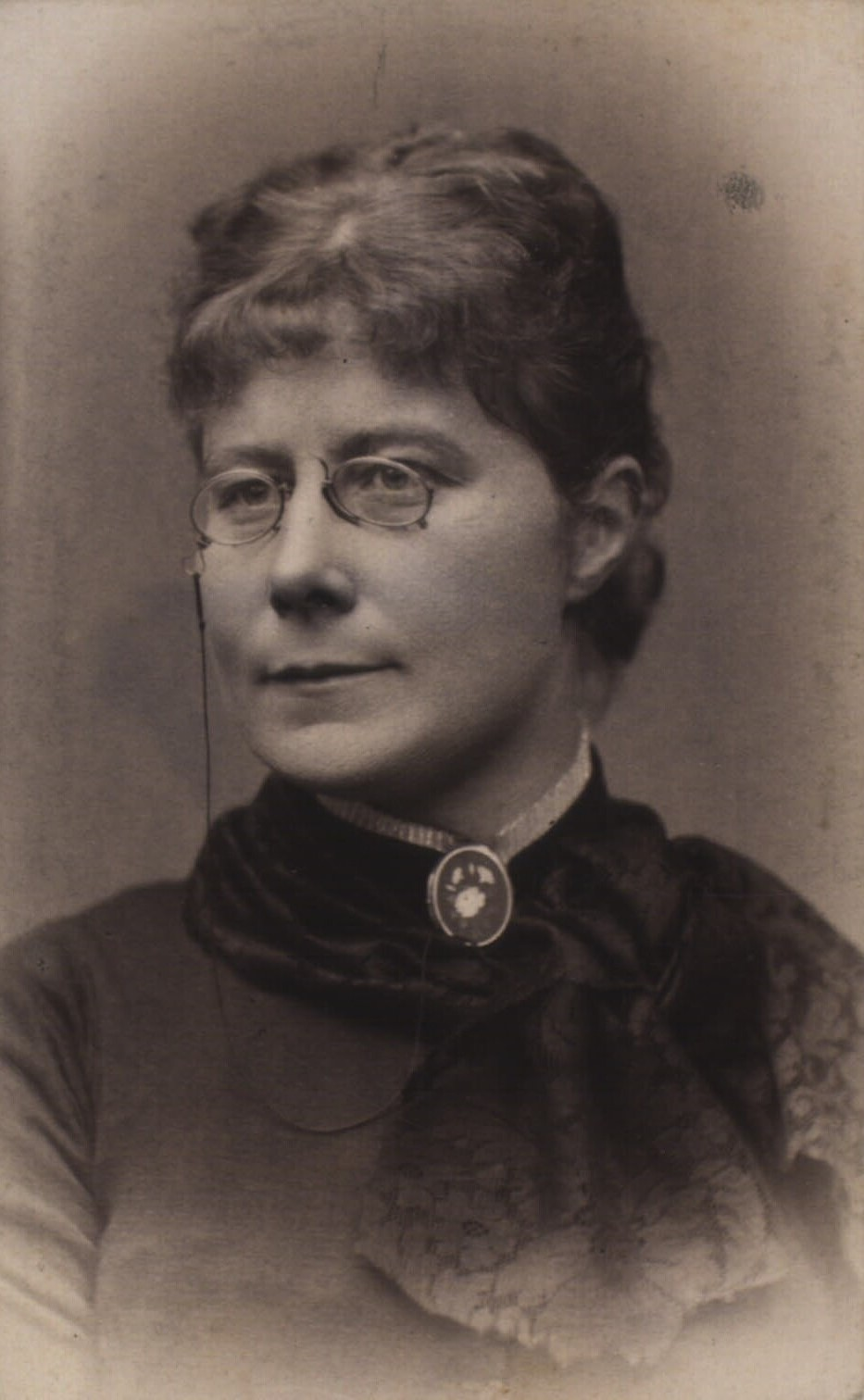
Nielsine Nielsen

Nielsine Mathilde Nielsen (* 10. Juni 1850 in Svendborg, Dänemark; † 8. Oktober 1916 in Kopenhagen, Dänemark) war eine dänische Ärztin und Frauenrechtlerin. Sie war die erste Medizinstudentin und die erste akademische Ärztin in Dänemark.

## Leben und Werk
Nielsen war die jüngste Tochter von sechs Kindern von Karen Jensen (1811–82) und dem Reeder Lars Nielsen (1808–86) und wuchs in Svendborg auf. 1868 machte sie eine Ausbildung zur Lehrerin am Miss Villemoes-Qvistgaard Institute in Kopenhagen. Als Gegenleistung für die Studiengebühren verpflichtete sie sich, zwei Jahre in den unteren Mädchenklassen des Instituts zu unterrichten. Später arbeitete sie als Hauslehrerin, bevor sie 1873 wieder am Institut angestellt wurde.
Am 12. Januar 1874 beantragte sie beim Ministerium für Kirche und Unterricht die Aufnahmeprüfung für das Medizinstudium an der Universität. Nach 18 Monaten Bearbeitung ihres Antrages wurde durch königlichen Erlass entschieden, dass Studentinnen an der Universität zugelassen werden können. Nielsine selbst bekam nie eine Antwort. Im Jahr 1877 wurden Nielsen und Johanne Gleerup als erste zwei weibliche Universitätsstudentinnen an der Universität Kopenhagen und damit auch in Dänemark zugelassen. Nielsen erhielt einen kleinen Zuschuss vom Dansk Kvindesamfund, der ihr ein Studium wirtschaftlich ermöglichte. Am 23. Januar 1885 wurde sie cand.med. und Absolventin des Städtischen Krankenhauses und damit die erste Ärztin Dänemarks. Da sie sich in Dänemark als Frau nicht als Frauenärztin spezialisieren konnte, unternahm sie von 1888 bis 1989 mit öffentlicher Unterstützung eine Studienreise in die Schweiz und nach England. Nach ihrer Rückkehr eröffnete sie 1889 in Kopenhagen eine Arztpraxis. 1906 wurde sie zur kommunalen Fachärztin für Geschlechtskrankheiten ernannt und engagierte sich für die Rechte der Prostituierten.

## Soziales Engagement
Nielsen engagierte sich in der Frauenpolitik und war über den Dansk Kvindesamfund in der Frauenbewegung aktiv. Von 1893 bis 1898 war sie Vorsitzende des Frauenwahlrechtsvereins Kvindevalgretsforeningen (KVF). 1904 wurden sie und Louise Nørlund, Birgitte Berg Nielsen und Alvilda Harbou Hoff die ersten weiblichen Mitglieder der liberalen Partei. 1907 war Nielsen Mitbegründerin des Landsforbundet für Kvinders Valgret.
1916 spendete sie Stipendiengelder an das Hagemann’s College, welches 1908 als erstes College, zu dem Frauen Zugang hatten, eröffnet wurde. Nielsen stellte auch Mittel für die Einrichtung eines Stipendiums für Medizinstudentinnen bereit. In Kopenhagen ist im Bispebjerg Hospital der Nielsine Nielsens Vej nach ihr benannt.
Ihre Memoiren wurden 1941 posthum veröffentlicht.